# Hradisko (powiat Kieżmark)
Hradisko (węg. Hradiszkó do 1899, a potem Kisvár, niem. Kontschöfchen/Kuntschebchen) – wieś (obec) w północnej Słowacji leżąca w powiecie Kieżmark, w kraju preszowskim. Pierwsza pisemna wzmianka o wsi pochodzi z 1264 roku.

## Galeria

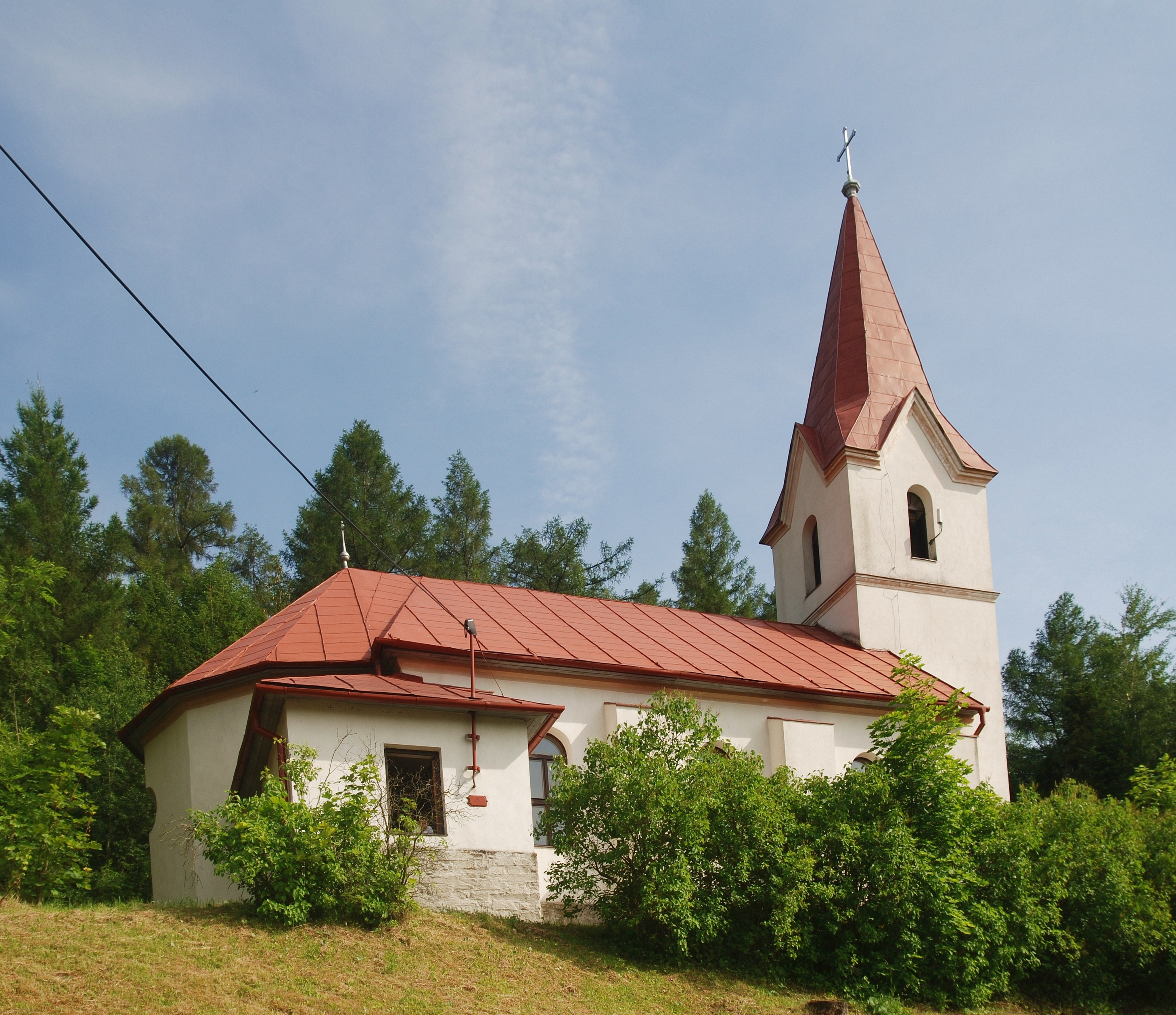
Filialny kościół Podwyższenia Krzyża Świętego z 1936
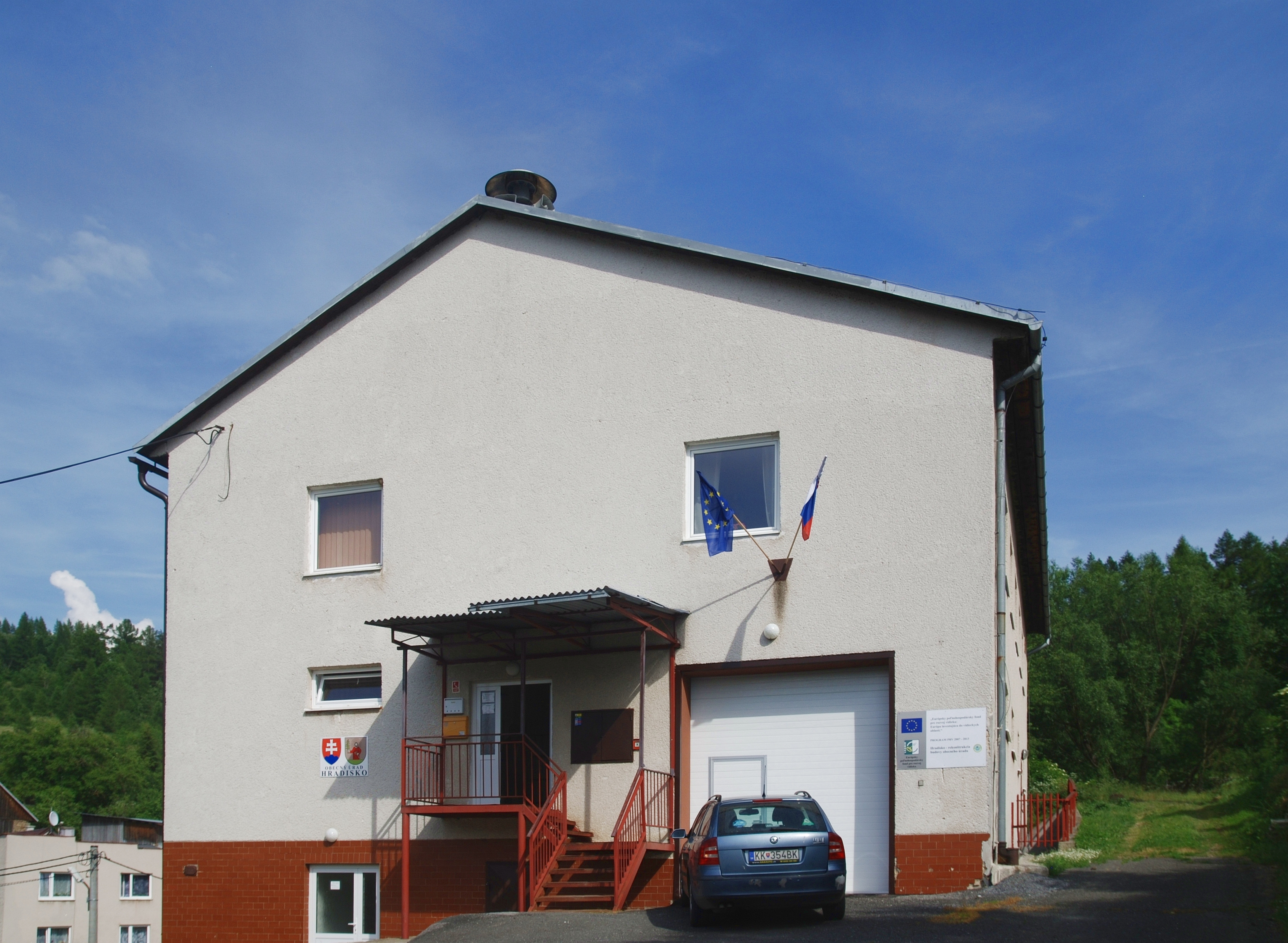
Urząd wiejski
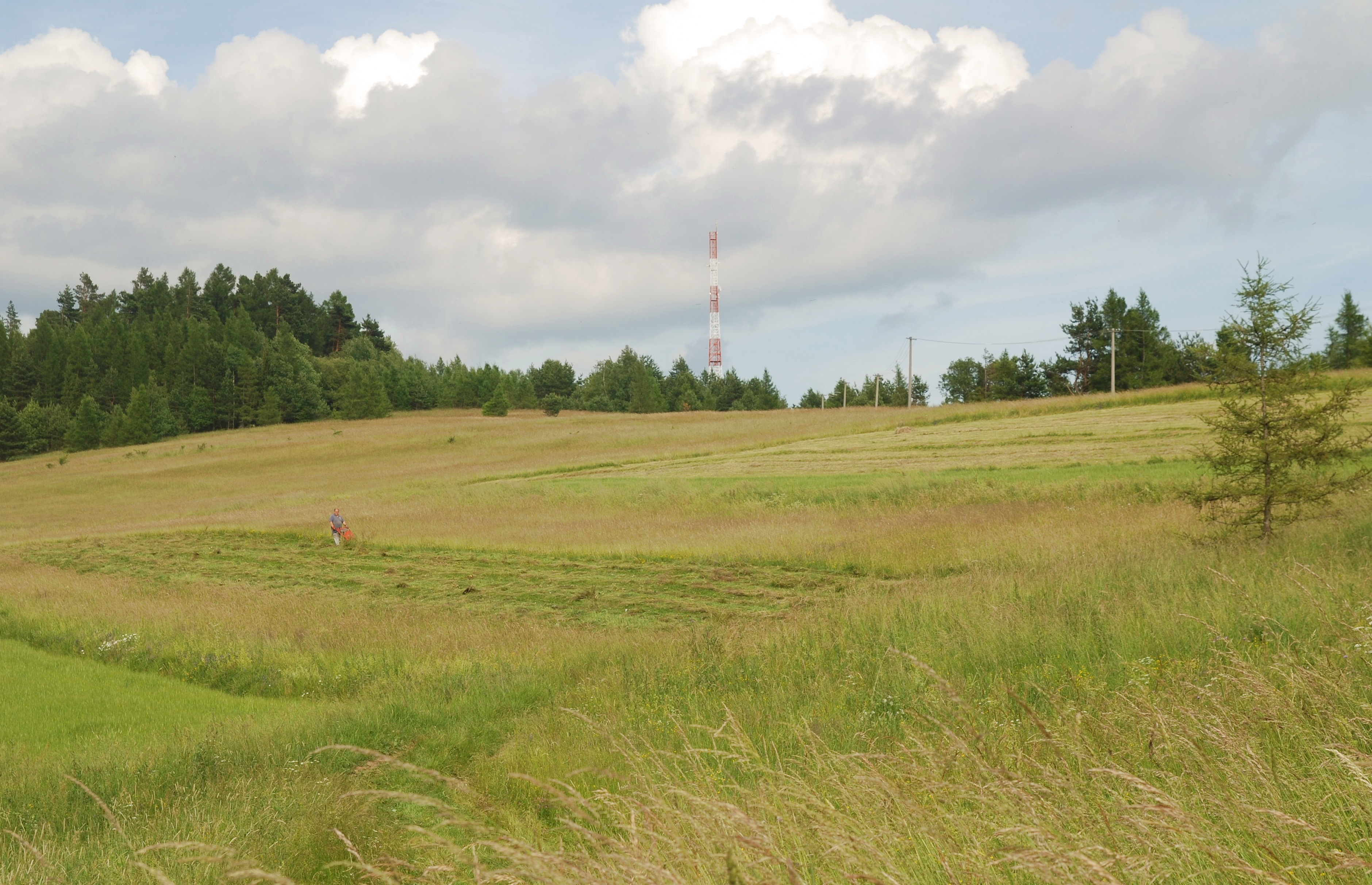
Najwyższe wzniesienie wsi Brezova 948 m n.p.m.
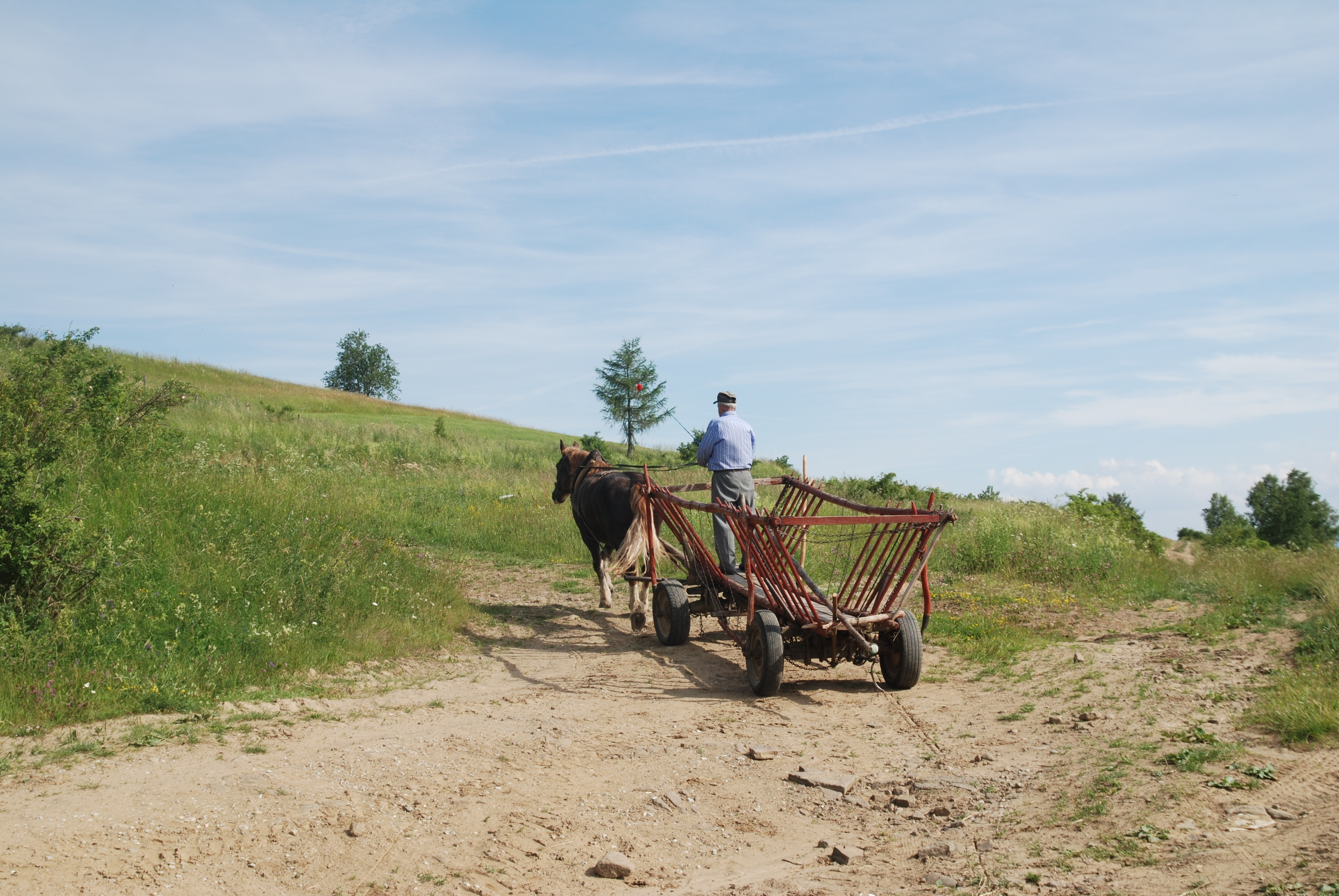
Sezon sianokosów na Brezovej
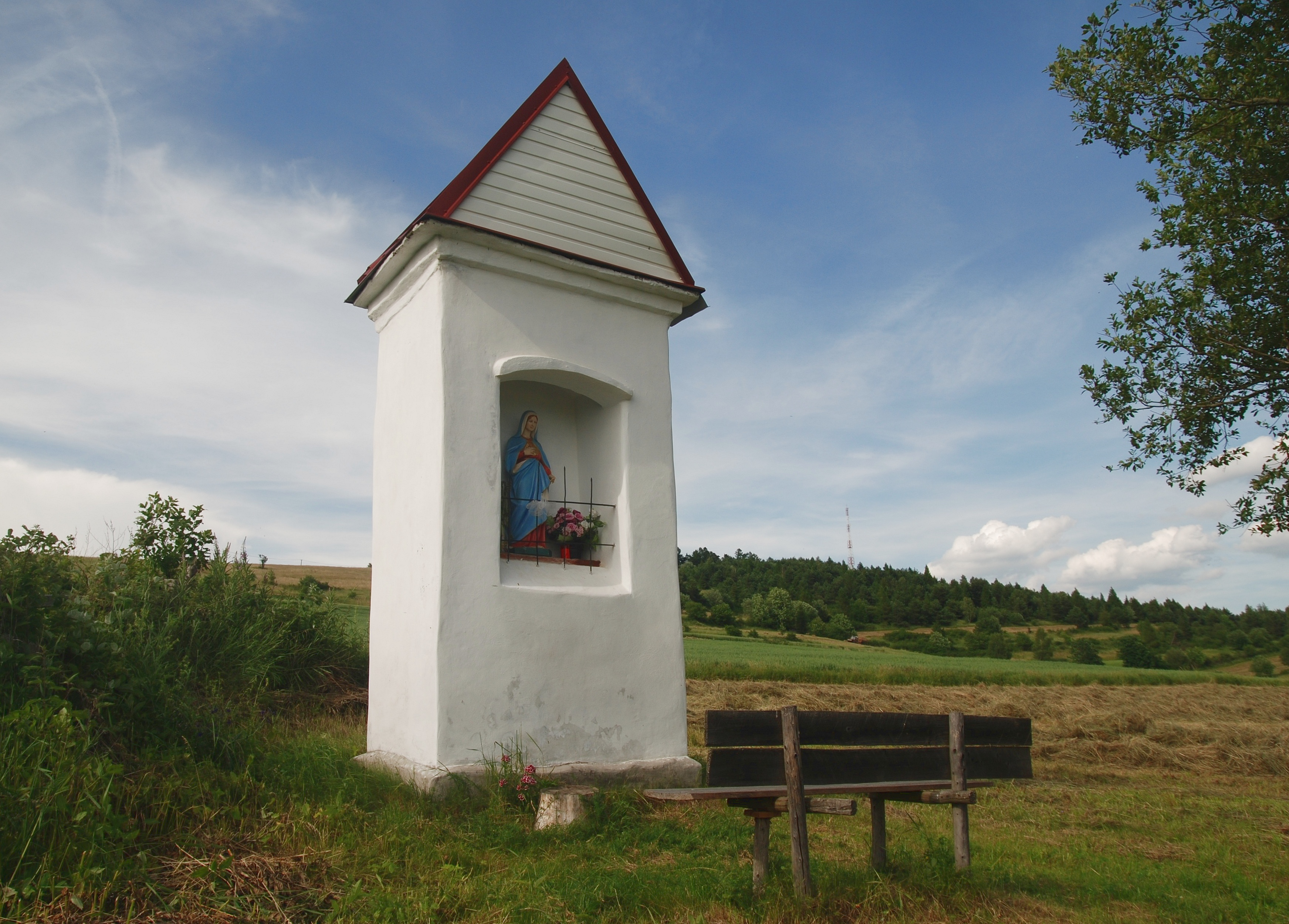
Kapliczka przydrożna we wschodniej części wsi
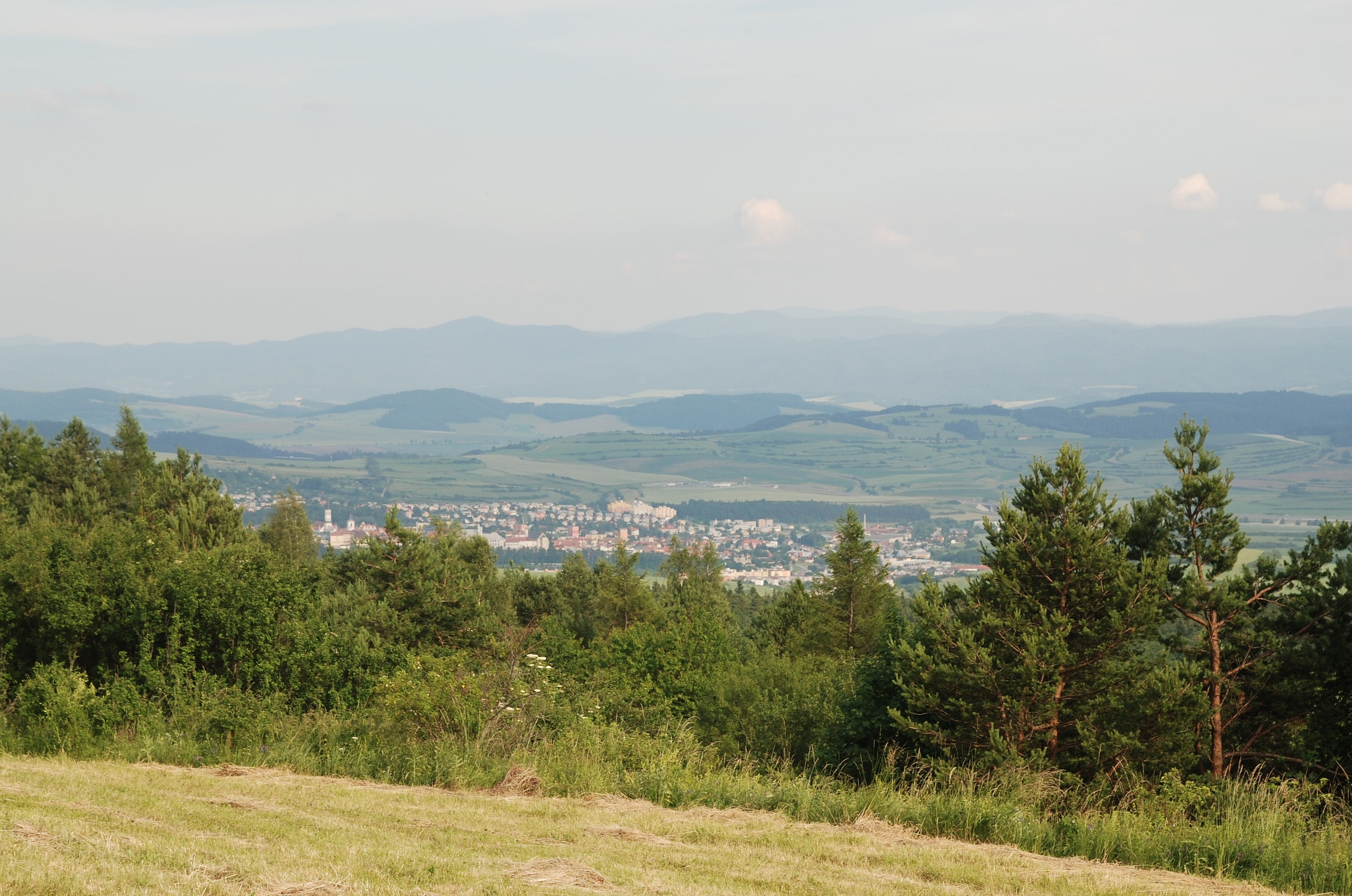
Widok z Brezovej na Levočę